# 광주광역시 우치공원
광주광역시 우치공원은 광주광역시 우치공원관리사무소에서 운영하는 공립동물원 겸 식물원이다. 광주광역시 북구 우치로 677(생용동 산 138)에 위치하고 있다. 가까이에 있는 곳은 광주광역시 북구 지야동이 가까이에 있다.

## 연혁
- 1987년 9월 25일: 공원지정고시(건설부고시 제467호)
- 1991년 7월 6일: 유희시설지구(패밀리랜드) 준공·개원
- 1992년 5월 4일: 동물원 준공·개원
- 1994년 9월 12일: 식물원 준공·개원
- 2002년 8월 7일: 체육시설지구(골프연습장) 준공·개원

## 현재 보유 동물
| 연번 | 동물사         | 사육 동물 |  |
| ---- | -------------- | --- |  |
| 1    | 두루미사       | 큰사다새, 백황새, 회색관두루미, 재두루미, 거위, 혹고니, 큰고니, 검은목고니, 흑고니, 검은머리흰따오기, 아메리카원앙, 원앙, 집오리, 흰뺨검둥오리, 청둥오리, 미국흰따오기, 아비, 큰논병아리, 쇠물닭, 쇠백로, 중백로, 중대백로, 해오라기, 큰기러기, 캐나다기러기, 괭이갈매기, 재갈매기, 알바트로스, 제비갈매기                        |  |
| 2    | 곰사           | 아시아흑곰, 불곰 |  |
| 3    | 재규어사       | 재규어, 점박이하이에나, 스라소니, 삵, 줄무늬하이에나, 카라칼, 표범, 퓨마 |  |
| 4    | 사자.호랑이사  | 사자, 뱅골호랑이, 한국호랑이 |  |
| 5    | 들소사         | 아메리카들소, 단봉낙타, 쌍봉낙타, 유럽들소, 큰뿔소, 아시아물소 |  |
| 6    | 악어사         | 미시시피엘리게이터, 말레이가비알, 남생이, 녹색아나콘다, 산에스테반가시꼬리이구아나, 두꺼비, 육지거북, 악어거북, 늑대거북, 바다악어, 샴악어, 돼지코거북 |  |
| 7    | 개,고양이사    | 풍산개, 진돗개, 삽살개, 세퍼드, 달마티안, 미니어처슈나우저, 시추, 요크셔테리어, 치와와, 비글, 마르티즈, 퍼그, 푸들, 불독, 포메라니안, 차우차우, 불테리어, 바셋하운드, 콜리, 아메리카코카스파니엘, 닥스훈트, 샴, 페르시안, 러시안블루,아메리카쇼트헤어, 브리티시쇼트헤어                                                           |  |
| 8    | 사슴사         | 붉은사슴, 꽃사슴, 다마사슴, 자넨(염소), 흑염소, 면양, 한우, 젖소, 꽃말, 몽고야생말, 셋틀랜드포니, 당나귀 |  |
| 9    | 원숭이사       | 다람쥐원숭이, 알락꼬리여우원숭이, 갈색꼬리감기원숭이, 일본원숭이, 돼지꼬리원숭이, 망토개코원숭이, 사바나원숭이, 올리브개코원숭이, 맨드릴, 히말라야원숭이, 필리핀원숭이, 파타스원숭이, 토쿠원숭이, 사자꼬리원숭이, 다이아나원숭이, 브라자원숭이, 흰턱케프친, 검은손기번, 흰손기번, 코먼마모셋, 제프로이거미원숭이, 침팬지,오랑우탄 |  |
| 10   | 꿩사, 공작사   | 인도공작, 산계, 금계, 황금계, 백한, 당닭, 투구뿔닭, 칠면조, 호로새, 한국꿩, 일본꿩, 바위자고새, 공작비둘기 |  |
| 11   | 펭귄사         | 남아메리카물개, 참물범, 아프리카펭귄, 젠투펭귄, 황제펭귄, 아델리펭귄, 마카로니펭귄, 턱끈펭귄, 북극곰, 하프물범 |  |
| 12   | 여우사         | 북극여우, 라쿤, 붉은여우, 남아메리카코아티, 은여우, 팀버늑대, 흰코코아티, 딩고, 빈투롱, 백비심, 검은등자칼, 오소리, 코요테, 노랑목도리담비, 족제비 |  |
| 13   | 독수리사       | 독수리, 북중국수리부엉이, 올빼미, 솔부엉이, 소쩍새, 흰꼬리수리, 말똥가리, 황조롱이, 달마수리 |  |
| 14   | 하마.홍학사    | 하마, 칠레홍학, 유럽홍학 |  |
| 15   | 얼룩말. 타조사 | 그랜트얼룩말, 타조 |  |
| 16   | 캥거루사       | 붉은캥거루, 회색캥거루, 왈라루, 붉은목왈라비, 오리너구리, 웜뱃, 주머니쥐, 반디쿠트, 주머니고양이, 주머니개미핥기, 에뮤, 화식조, 레아 |  |
| 17   | 코끼리.기린사  | 아시아코끼리, 그물무늬기린, 겜스복, 스프링복, 물영양, 일런드, 그레이더쿠두 |  |
| 18   | 미어캣사       | 미어캣, 검은꼬리프레리독, 줄무늬몽구스, 고슴도치, 생쥐(마우스), 기니피그, 햄스터, 시베리안다람쥐, 청설모, 삼색다람쥐, 뉴트리아, 비버 |  |
| 19   | 토끼사         | 집토끼, 롭이어, 솜꼬리토끼, 히말라야우는토끼, 사막여우, 줄무늬스컹크, 렛서판다, 아프리카포큐파인, 육띠아르마딜로, 큰개미핥기, 작은발톱수달 |  |
| 20   | 무플런사       | 무플런, 알파카, 과나코, 라마, 돌산양, 닐가이, 바바리양, 히말라야타알, 멧돼지, 목도리펙커리, 아메리카테이퍼 |  |
| 21   | 앵무새사       | 사랑앵무, 오색앵무, 왕관앵무, 금강앵무, 회색앵무, 토코투칸 |  |

## 식물원

### 주 식물원
- 개관년도: 1995년 3월 20일
- 면적: 523m²
- 식물보유 현황: 151종 3,264주
- 시설물: 소형분수 3개소
- 특징: 열대, 아열대, 관엽식물류 전시로 이국적 분위기 연출
- 대표 식물: 야자수, 고무나무, 소철, 올리브, 미인수, 헤고, 선인장류 등

### 보조 식물원(허브체험장)
- 개관년도: 1995년 3월 20일
- 면적: 329.4m²
- 식물보유 현황: 19종 1,667본
- 특징: 대표적인 허브식물 20여종의 전시로 다양한 허브향을 체험
- 대표 식물: 로즈마리, 스피아민트, 애플민트, 페퍼민트, 라벤더, 난타냐, 산토리나, 레몬밤, 자스민 등

## 이용 안내
- 이용시간: 오전 09:00 ~ 오후 18:00 (휴무일 없음)
- 이용요금

무료

## 같이 보기
- 광주패밀리랜드
- 어린이대공원 (광주)